# Micuaki Sora
Micuaki Sora (japonsky 空 充秋, Sora Micuaki; * 1933 prefektura Hirošima), vlastním jménem Micuaki Tanaka (田中 充昭, Tanaka Micuaki), je japonský sochař. V roce 1957 promoval na soukromé Univerzitě umění ve městě Tama v Tokiu. V letech 1963–1964 vytvořil několik soch pro areál Letních olympijských her v Tokiu.

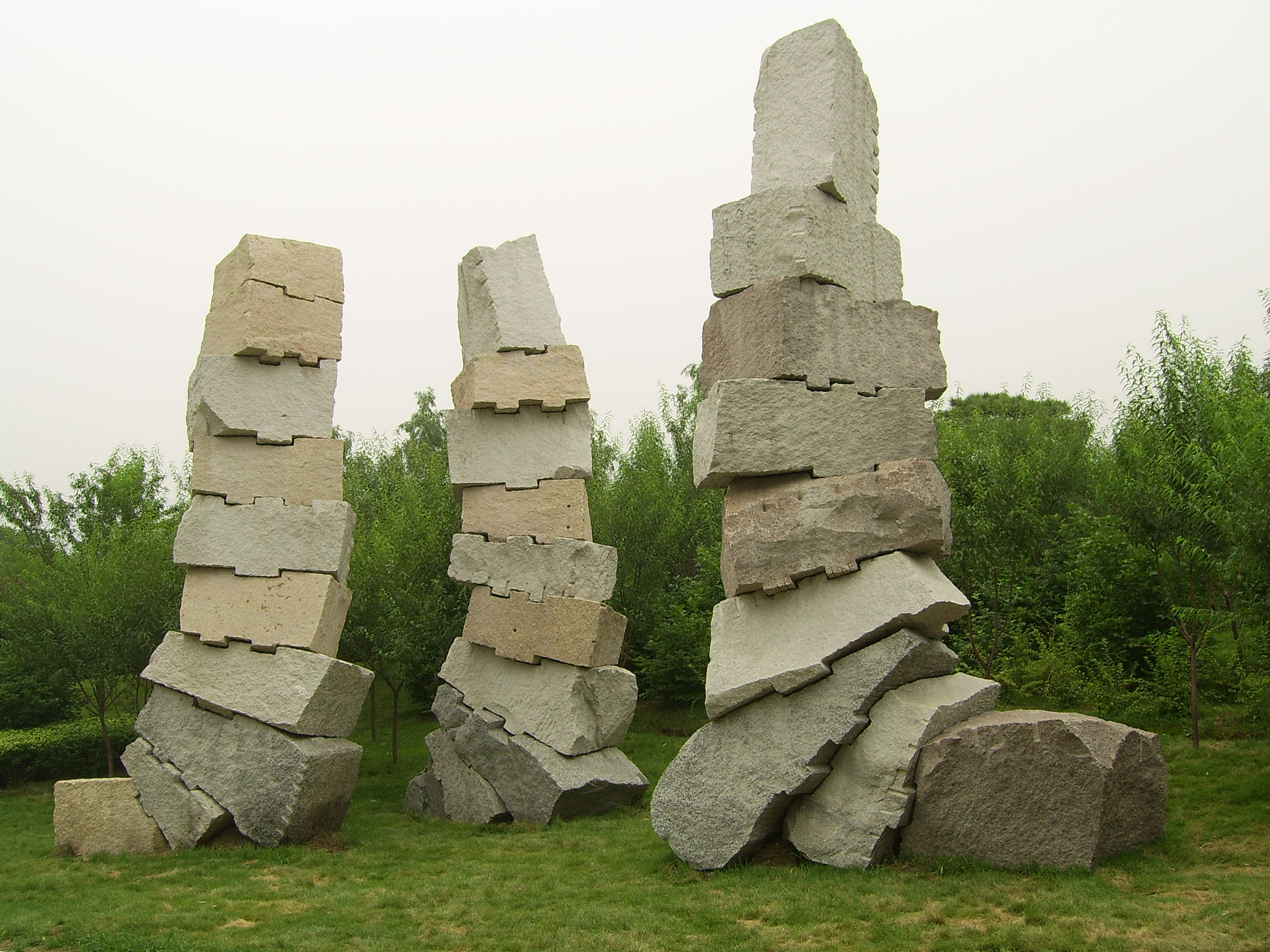
Socha Sessei/Čuo-šeng (茁生), instalovaná roku 2002 v botanické zahradě v Pekingu